# 2 Blues for Cecil
2 Blues for Cecil es un álbum de estudio por el baterista Andrew Cyrille, bajista William Parker y trompetista Enrico Rava. Fue grabado en febrero de 2021 en los estudios Ferber en París, Francia, y fue publicado por TUM Records en enero de 2022. El álbum es un homenaje al pianista Cecil Taylor, con quien tocaron los tres músicos; a pesar de esto, el álbum no presenta un piano y no “intenta reanimar o imitar el estilo de interpretación de Cecil Taylor”.

## Recepción de la crítica
Thom Jurek, escribiendo para AllMusic, le dio una calificación de 4 estrellas y escribió: “La comprensión innata, quizás incluso celular, de las teorías de Taylor por este grupo se ilustran con colorido y energía, sin intentar igualar la intensidad fluida del pianista”, añadiendo que “Es posible que este trío no intente imitar el enfoque de Taylor, pero revela las intrincadas dimensiones de su estética, al mismo tiempo que refleja y celebra el largo alcance de su influencia”. Ivana Ng de DownBeat elogió la “improvisación liberadora y la expresión desinhibida entre los tres músicos establecidos”, afirmando que “han tenido carreras de décadas en el free-jazz, y es esta creatividad colectiva la que amplía nuestra comprensión del género”.
Dan McClenaghan, escribiendo para All About Jazz comentó: “Este trío no intenta igualar el desenfreno disperso y libre de Taylor. Su enfoque es algo medido y espacioso. Mientras Taylor enviaba notas de piano y las cacofonías colectivas de sus bandas chocando contra los cuásares en los confines de la galaxia, Cyrille, Parker y Rava encontraron una estrella más cercana y establecieron una órbita constante”. En una reseña separada para All About Jazz, Karl Ackermann declaró: “Ellos invocan la esencia de Taylor y lo hacen de manera asombrosa, sin adentrarse tanto en lo desconocido como Taylor probablemente se habría aventurado. 2 Blues For Cecil ofrece una calma metafórica dentro de la tormenta que encarnaba el pianista”.
John Garratt de PopMatters remarcó, “Es extraño terminar 2 Blues for Cecil con un estándar, y mucho menos con uno tan antiguo como «My Funny Valentine». Pero similar a la lectura de la misma melodía de Miles Davis, esta no hará que saltes de tu silla y grites ‘¡Muestra la melodía!ʼ El trío de Cyrille, Parker y Rava le da el mismo tratamiento de blues que las improvisaciones mencionadas anteriormente”.
Michael Ullman, escribiendo para The Arts Fuse declaró, “El trío comparte el amor de Taylor por la libertad racional y la aventura, pero no intenta reproducir la intensidad desgarradora del pianista. 2 Blues for Cecil es un conjunto genial, sus silencios tan intrigantes como sus ráfagas de notas. Hay una serie de encantadoras melodías improvisadas”, añadiendo que “los músicos son independientes, fuera de la caja. Sin embargo, también suenan maravillosamente juntos”. Michael Toland de The Big Takeover remarcó: “Cada músico sabe que emular el estilo de Taylor no es la manera de rendir un homenaje adecuado a su espíritu. El arte de Taylor alentó a otros a canalizar su propia visión sin filtrar, en lugar de intentar copiarlo, y es una noción adoptada por sus antiguos compañeros de banda... Taylor celebró el impulso creativo evitando cualquier barrera sobre cómo podría expresarse. Si bien no es tan destructor de límites como el propio Taylor, ¿Quién podría serlo, después de todo? – Cyrille, Parker y Rava, sin embargo, se mantienen fieles a ese ideal, dejando que sus propios instintos guíen la música a una esfera propia poco común”.

## Lista de canciones
Todas las canciones escritas y compuestas por Andrew Cyrille, William Parker, y Enrico Rava, excepto donde esta anotado. 
| Lista de canciones de 2 Blues for Cecil |                                                  |          |  |
| N.º                                     | Título                                           | Duración |  |
| 1.                                      | «Improvisation No. 1»                            | 10:55    |  |
| 2.                                      | «Ballerina» (Rava)                               | 6:32     |  |
| 3.                                      | «Blues for Cecil No. 1»                          | 10:09    |  |
| 4.                                      | «Improvisation No. 2»                            | 6:28     |  |
| 5.                                      | «Top, Bottom and What's in the Middle» (Cyrille) | 7:18     |  |
| 6.                                      | «Blues for Cecil No. 2»                          | 8:42     |  |
| 7.                                      | «Enrava Melody» (Cyrille)                        | 5:32     |  |
| 8.                                      | «Overboard» (Rava)                               | 5:49     |  |
| 9.                                      | «Machu Picchu» (Parker)                          | 5:40     |  |
| 10.                                     | «My Funny Valentine» (Richard Rodgers)           | 3:10     |  |

## Créditos
Créditos adaptados desde las notas del álbum.
Músicos
- Andrew Cyrille – batería
- William Parker – bajo eléctrico
- Enrico Rava – fliscorno

Personal técnico
- Petri Haussila – productor
- Miikka Huttunen – mezclas
- Pauli Saastamoinen – masterización

Diseño de portada
- Juha Lökström – diseño